# Catocala ilia
Catocala ilia là một loài bướm đêm thuộc họ Erebidae. Loài này được tìm thấy ở khu vực miền đông của Hoa Kỳ cũng như miền nam Canada. Subspecies Catocala ilia zoe can be được tìm thấy ở California và Arizona.

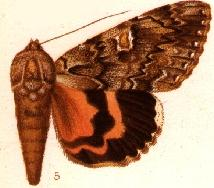

Sải cánh dài 65–82 mm. The moths gặp ở tháng 6 đến tháng 9 tùy theo địa điểm.
Ấu trùng ăn sồi, bao gồm black, burr, red, và cây sồi trắngs.

## Hình ảnh

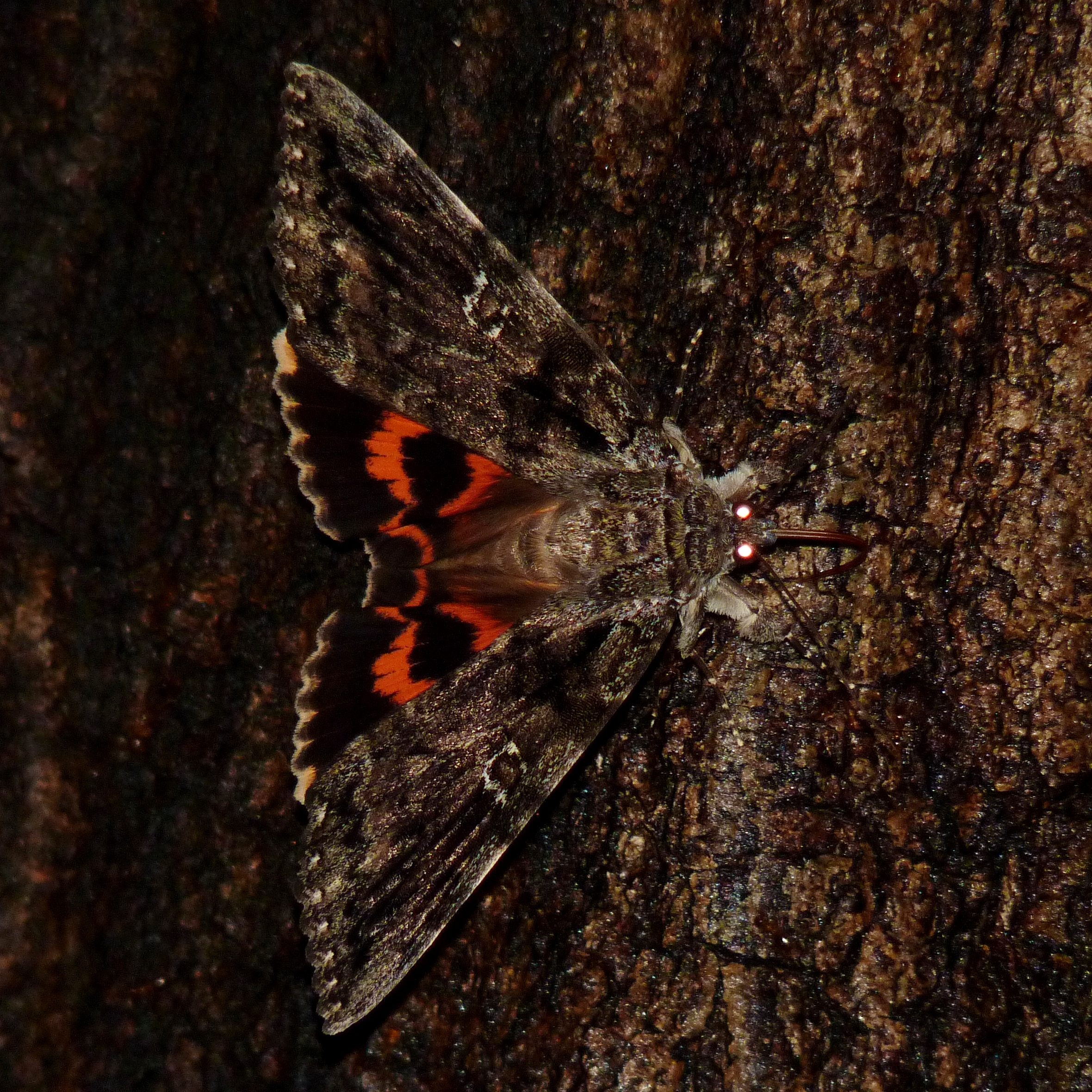
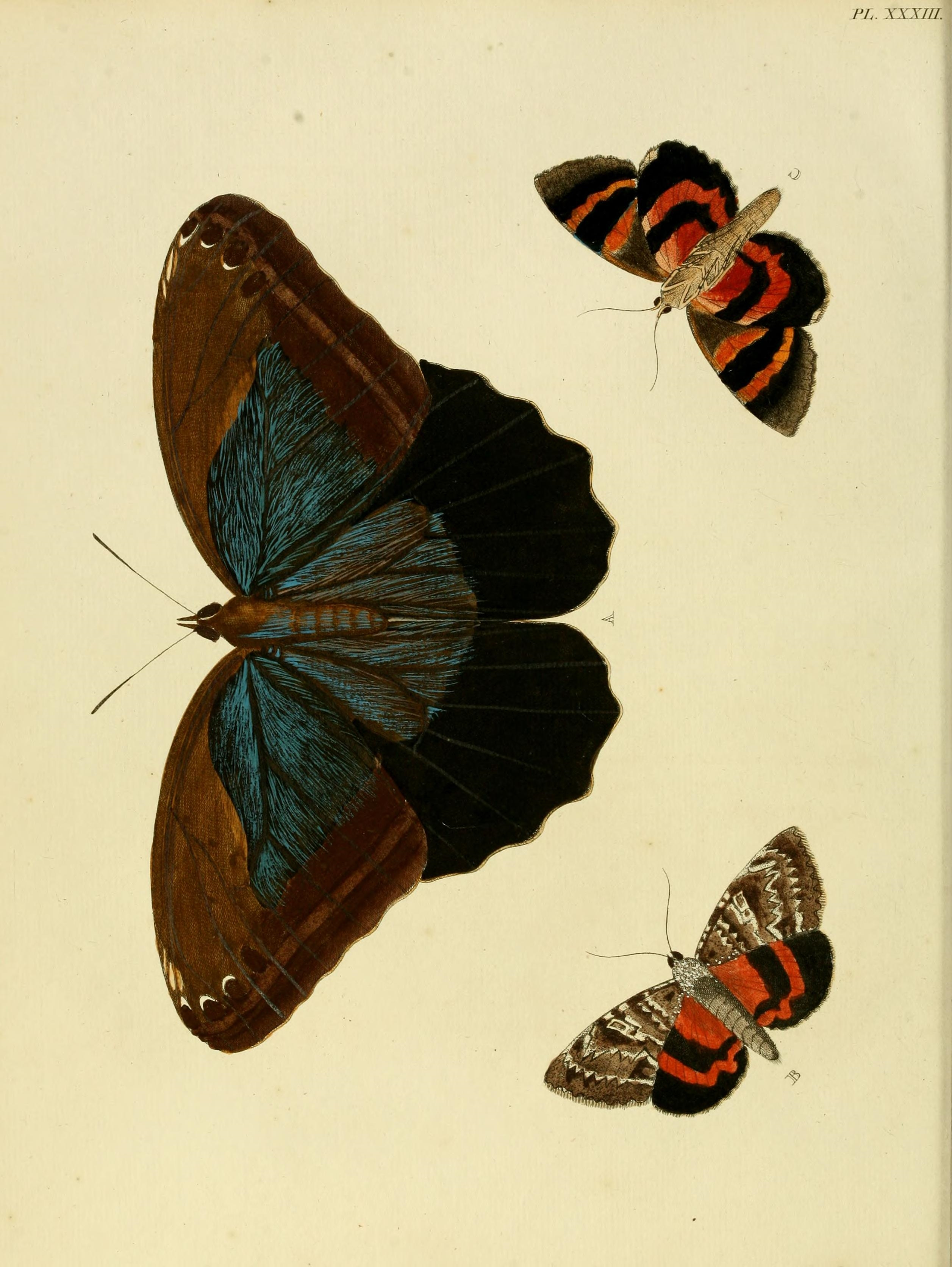